# جبهة بلا أجنحة
جبهة بلا أجنحة (الروسية: Фронт без флангов) هو فيلم سوفيتي عن الحرب العالمية الثانية أُنتج عام 1975، من إخراج إيغور غوستيف، ويُعد الجزء الأول من ثلاثية تتناول المقاومة الحزبية ضد الاحتلال النازي للاتحاد السوفيتي خلال الحرب العالمية الثانية.